# John Flanagan (nuotatore)
John Flanagan (Honolulu, 17 luglio 1975) è un ex nuotatore statunitense.

## Carriera
Vinse la medaglia d'oro nella gara dei 5 km a squadre ai campionati mondiali di Perth 1998.

## Palmarès
- Mondiali

Perth 1998: oro nei 5 km a squadre.